# Walter Koch (Maler, 1875)

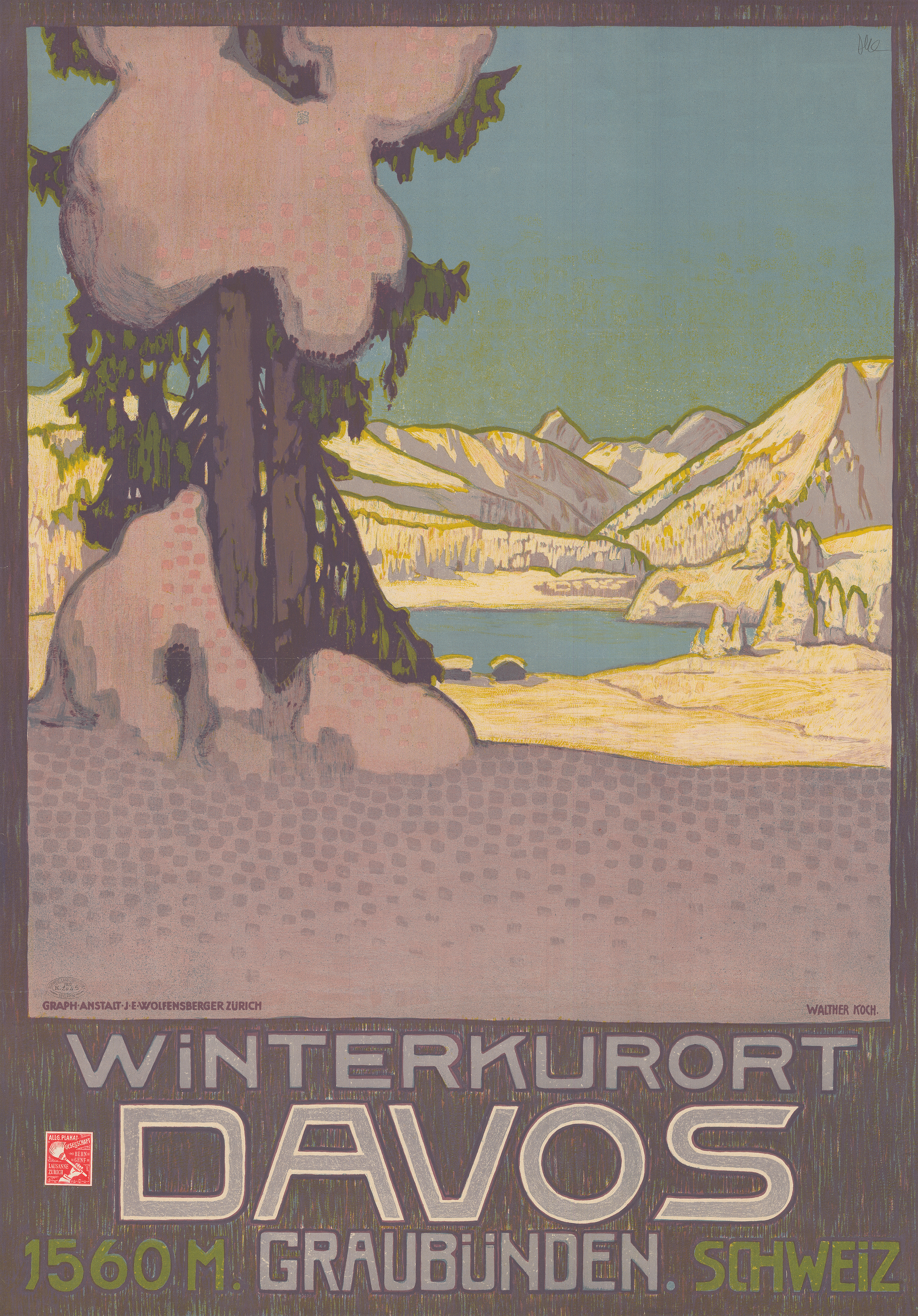
Walter Koch: Plakat Winterkurort Davos (1905)

Walter Koch (auch Walther Koch; * 14. April 1875 in Ottensen; † 30. Juni 1915 in Zürich) war ein deutscher Maler, Grafiker (Plakatkünstler) und Innenarchitekt, der überwiegend in der Schweiz tätig war.

## Leben
Geboren als Sohn des Malers Rudolf Wilhelm Koch, studierte er an der Hamburger Kunstgewerbeschule, war dann von 1893 bis 1896 an der Berliner Kunstakademie beim Bildhauer Johannes Boese in Berlin und kehrte dann aber zum Kunstgewerbe in Hamburg zurück.
Wegen eines Lungenleidens übersiedelte Koch 1898 nach Davos. Neben der Landschaftsmalerei beschäftigte er sich hauptsächlich mit der Plakatkunst. In der Landschaftsmalerei der Gebirgswelt Graubündens war er von Ferdinand Hodler und Emil Cardinaux beeinflusst. Trotz angeschlagener Gesundheit schuf er zahlreiche Touristikplakate für den Bündner Fremdenverkehr.
Für die Schweizerische Landesausstellung 1914 in Bern gestaltete er den Pavillon für das Davoser Kurwesen und erhielt dafür den großen Ausstellungspreis. Er entwarf auch die Innenausstattung des Davoser Waldsanatoriums.
Er starb bereits im Alter von 40 Jahren.